# 常陸合戦 (南北朝時代)
常陸合戦（ひたちかっせん）は、南北朝時代の1338年（延元3年/暦応元年）から1343年（興国4年/康永2年）にかけ、常陸国（現茨城県）の各地において北畠親房ら南朝方の軍勢と高師冬ら北朝方の軍勢の間で行われた、一連の合戦である。

## 背景
1338年（延元3年/暦応元年）、南朝は有力武将北畠顕家・新田義貞の相次ぐ戦死により、勢力を弱めていた。9月、南朝は勢力挽回を賭け、義良親王を奉じた大船団を伊勢国大湊（三重県伊勢市）から海路東国へ派遣した。だが、船団は途中で暴風に遭い、親王や各武将は各地に漂着した。北畠親房は常陸国（茨城県）東条浦へ到着し、現地の南朝方の支援を受けて神宮寺城（茨城県稲敷市）に入った。

## 経過
神宮寺城が北朝方の佐竹氏によって落城すると、北畠親房は阿波崎城を経由して小田治久の本拠である小田城（茨城県つくば市）へ移り、小田城から関東各地の勢力の結集を呼びかけた。『神皇正統記』は、この時期に執筆されたとされている。
1339年（延元4年/暦応2年）、関東執事職に就いた高師冬が南朝方への攻撃を開始する。一進一退の攻防が続いた後、1341年（興国2年/暦応4年）11月に小田城は開城し、小田治久は北朝に降伏した。親房は脱出して関宗祐の関城（茨城県筑西市）に入り、下妻政泰の大宝城（茨城県下妻市）や伊佐氏の伊佐城（茨城県筑西市）などと連携し、抗戦を続けた。しかし、1343年（興国4年/康永2年）、親房が頼りにしていた陸奥国白河（福島県白河市）の結城親朝が北朝方に降伏する。同年11月、関城・大宝城・伊佐城は陥落し、関宗祐・下妻政泰は戦死した。親房は東国を去り、吉野へ帰還した。
約5年にわたる戦いの結果、常陸国における南朝方拠点は一掃された。

## 参加人物
南朝勢
興良親王、北畠親房、結城親朝、春日顕国、伊達行朝、小田治久、関宗祐、関宗政、下妻政泰
- 太字は1343年までに北朝方に寝返った者。

北朝勢
高師冬、上杉憲顕、結城直朝、結城直光、佐竹貞義、佐竹義篤